# Даніель Тайс
Даніель Тайс (нім. Daniel Theis, 4 квітня 1992, Зальцгіттер, Німеччина) — німецький професійний баскетболіст. Грає на позиції центрового чи важкого форварда. У сезоні 2023/24 гравець команди НБА «Лос-Анджелес Кліпперс». Чемпіон світу 2023 року у складі збірної Німеччини. Кар'єру в НБА розпочав у 2017 році.

## Титули і досягнення
У складі збірної
- Чемпіон світу: 2023.